# 斯坦博洛沃 (哈斯科沃州)
41°46′N 25°39′E / 41.767°N 25.650°E
斯坦博洛沃，是保加利亞的城鎮，位於該國南部，由哈斯科沃州負責管轄，是斯坦博洛沃市的首府，面積22.6平方公里，海拔高度315米，2015年人口656，人口密度每平方公里29人。